# KF1
KF1 es la categoría superior del karting. La categoría está abierta a pilotos mayores de 15 años. Su temporada inaugural tuvo lugar en año 2000.

## Historia
Los pilotos normalmente compiten en competencias nacionales, luego pasan a carreras internacionales en las clases KF3 o KF2 donde deben terminar entre los 34 primeros para calificar para competir en KF1. Una vez en KF1, los conductores se quedan unos años para mejorar sus habilidades antes de pasar a las carreras de autos, o se convierten en corredores profesionales de karts y compiten en KF1 hasta que se jubilan. Muchos pilotos de carreras exitosos y todos los pilotos actuales de F1 comenzaron sus carreras en karts.
Hay un Campeonato Europeo de KF1, una Copa del Mundo y un Campeonato del Mundo, el evento principal del deporte. Desde 2016, la nueva generación de máquinas Original Karts (OK) ha tomado el relevo de los antiguos motores KF.

## Karts
Los motores de los karts producen 40 hp (30 kW). Los karts de clase KF1 utilizan frenos delanteros manuales. Los frenos delanteros se activan mediante una palanca. El chasis y los motores deben estar aprobados por la CIK-FIA. El peso mínimo es de 160 kg (350 lb) con conductor.
Los karts están equipados con arranque y embrague eléctricos. Las rpm del motor están limitadas a 16.000 rpm. La velocidad máxima ronda los 140 km/h (87 mph), según los circuitos. Como la Fórmula 1 del karting, KF1 tiene costos elevados y los conductores generalmente gastan $100,000 por año para competir. Se necesita para financiar mucha práctica, entrenamiento y pruebas, costos de equipo, chasis y motores, llantas y repuestos, y viajes. La mayoría de los equipos en esta categoría son equipos de fábrica o están financiados por fabricantes de chasis o motores.

## Campeones

### Europeo
| Temporada | Piloto                | Equipo        | Motor   | Neumáticos  | Ref.  |
| --------- | --------------------- | ------------- | ------- | ----------- | ----- |
| 2000      | Lewis Hamilton        | CRG           | Parilla | Bridgestone |       |
| 2001      | Carlo van Dam         | Gillard       | Parilla | Bridgestone |       |
| 2002      | David Hemkemeyer      | Mach 1        | KZH     | Bridgestone |       |
| 2003      | Bas Lammers           | Swiss Hutless | Vortex  | Bridgestone |       |
| 2004      | Nick de Bruijn        | Gillard       | Parilla | Bridgestone |       |
| 2005      | Marco Ardigò          | Tony Kart     | Vortex  | Bridgestone |       |
| 2006      | Marco Ardigò          | Tony Kart     | Vortex  | Bridgestone |       |
| 2007      | Marco Ardigò          | Tony Kart     | Vortex  | Bridgestone |       |
| 2008      | Marco Ardigò          | Tony Kart     | Vortex  | Bridgestone |       |
| 2009      | Aaro Vainio           | Maranello     | Maxter  | Bridgestone |       |
| 2011      | Alex Albon            | Intrepid      | TM      | Bridgestone |       |
| 2012      | Ben Barnicoat         | ART GP        | Parilla | Vega        |       |
| 2013      | Max Verstappen        | CRG           | TM      | Vega        |       |
| 2014      | Callum Ilott          | Zanardi       | Parilla | Bridgestone |       |
| 2015      | Ben Hanley            | Mad-Croc      | TM      | Vega        |       |
| 2016      | Pedro Hiltbrand       | CRG           | Parilla | Vega        | [ 2 ] |
| 2017      | Sami Taoufik          | FA Kart       | Vortex  | LeCont      | [ 3 ] |
| 2018      | Hannes Janker         | Kart Republic | Parilla | Bridgestone | [ 4 ] |
| 2019      | Lorenzo Travisanutto  | Kart Republic | Parilla | LeCont      | [ 5 ] |
| 2020      | Andrea Kimi Antonelli | Kart Republic | Parilla | LeCont      | [ 6 ] |
| 2021      | Andrea Kimi Antonelli | Kart Republic | Parilla | MG          | [ 7 ] |
| 2022      | Kean Nakamura-Berta   | Kart Republic | Parilla | MG          |       |

### Mundial
| Temporada | Piloto               | Equipo        | Motor   | Neumáticos  | Ref.   |
| --------- | -------------------- | ------------- | ------- | ----------- | ------ |
| 2003      | Wade Cunningham      | CRG           | Maxter  | Bridgestone |        |
| 2004      | Davide Forè          | Tony Kart     | Vortex  | Bridgestone |        |
| 2005      | Oliver Oakes         | Gillard       | Parilla | Bridgestone |        |
| 2006      | Davide Forè          | Tony Kart     | Vortex  | Bridgestone |        |
| 2007      | Marco Ardigò         | Tony Kart     | Vortex  | Bridgestone |        |
| 2008      | Marco Ardigò         | Tony Kart     | Vortex  | Bridgestone |        |
| 2009      | Arnaud Kozlinski     | CRG           | Maxter  | Bridgestone |        |
| 2010      | Nyck de Vries        | Zanardi       | Parilla | Dunlop      |        |
| 2011      | Nyck de Vries        | Zanardi       | Parilla | Bridgestone |        |
| 2012      | Flavio Camponeschi   | Tony Kart     | Vortex  | Bridgestone |        |
| 2013      | Tom Joyner           | Zanardi       | TM      | Vega        |        |
| 2014      | Lando Norris         | FA Kart       | Vortex  | Bridgestone |        |
| 2015      | Karol Basz           | Kosmic        | Vortex  | Vega        |        |
| 2016      | Pedro Hiltbrand      | CRG           | Parilla | Vega        | [ 8 ]  |
| 2017      | Danny Keirle         | Zanardi       | Parilla | LeCont      | [ 9 ]  |
| 2018      | Lorenzo Travisanutto | Kart Republic | Parilla | Bridgestone | [ 10 ] |
| 2019      | Lorenzo Travisanutto | Kart Republic | Parilla | LeCont      | [ 11 ] |
| 2020      | Callum Bradshaw      | Tony Kart     | Vortex  | LeCont      | [ 12 ] |
| 2021      | Tuukka Taponen       | Tony Kart     | Vortex  | MG          | [ 13 ] |
| 2022      | Matheus Morgatto     | Kart Republic | Parilla | MG          | [ 14 ] |